# 이리나 야첸코
이리나 바실리예브나 야첸코(벨라루스어: Ірына Васільеўна Ятчанка 이리나 바실리예우나 야찬카, 러시아어: Ири́на Васи́льевна Я́тченко, 1965년 10월 31일~)는 벨라루스의 은퇴한 육상 선수로 2000년 하계 올림픽에서 동메달을 획득했다. 이후 2004년 하계 올림픽에서도 동메달을 땄지만, 도핑 위반으로 결국 실격 처리되었다. 또한 2003년 세계 육상 선수권 대회에서 금메달을 획득하며 세계 챔피언이 되었다.

## 경력
야첸코는 호멜에서 태어났다. 야첸코의 선수 경력은 1990년 유럽 육상 선수권 대회를 시작으로 거의 20년동안 지속되었다. 그녀는 1992년 바르셀로나 올림픽부터 2008년 베이징 올림픽까지 원반던지기에서 활약했다.
야첸코의 마지막 주요 대회는 2009년 세계 육상 선수권 대회였지만, 예선 라운드에서 탈락했다. 이후 2010년 6월에 국가 대표에서 은퇴했다.
야첸코는 벨라루스의 올림픽 해머던지기 메달리스트 이고리 아스탑코비치와 결혼했다.

## 도핑
IOC는 2012년에 2004년 하계 올림픽때 저장된 샘플을 다시 분석했고, 야첸코의 샘플은 단백동화 스테로이드 메탄디에논 양성 반응을 보였다. IOC는 이어서 아테네 올림픽에서 그녀의 결과를 무효화했고 동메달과 학위를 반환하기로 결정했다. IAAF는 그녀에게 2년동안 선수 자격 정지 징계를 냈고 2004년 8월 21일부터 2006년 8월 20일까지 수립된 모든 대회 결과와 기록을 무효화했다.